# Сериков, Иван Денисович
Ива́н Дени́сович Се́риков (20 июля 1917, хутор Мандровка, Воронежская губерния — 6 мая 1945, Берлин) — пулемётчик 3-й отдельной разведывательной роты 20-й гвардейской механизированной бригады 8-го гвардейского механизированного корпуса 1-й гвардейской танковой армии 1-го Украинского фронта, рядовой; 1-го Белорусского фронта, гвардии сержант, полный кавалер ордена Славы.

## Биография
Родился 20 июля 1917 года на хуторе Мандровка в семье крестьянина. Русский. Окончил 4 класса. С 1935 года жил в городе Шахты Ростовской области. Работал слесарем.
В Красной Армии с 1937 года. Участник советско-финляндской войны 1939-40 годов.
Участник Великой Отечественной войны с июня 1941 года. Сражался на 1-м Украинском и 2-м Белорусском фронтах.
Пулемётчик 3-й отдельной разведывательной роты рядовой Иван Сериков в марте 1944 года в составе группы разведчиков южнее деревни Ромашивка Чертковского района Тернопольской области Украины истребил свыше десяти солдат противника, а троих захватил в плен. 24 марта 1944 года преодолел на подручных средствах реку Днестр и захватил «языка». Приказом от 7 апреля 1944 года «за образцовое выполнение заданий командования в боях с немецко-фашистскими захватчиками» красноармеец Сериков Иван Денисович награждён орденом Славы 3-й степени.
19 июля 1944 года в бою в деревне Забужье из пулемёта сразил семерых гитлеровцев, а пятерых пленил. 25 июля 1944 года, действуя в составе разведывательного дозора в тылу противника близ населённого пункта Щитка, Иван Сериков из автомата скосил семерых гитлеровцев. Приказом от 25 октября 1944 года «за образцовое выполнение заданий командования в боях с немецко-фашистскими захватчиками» красноармеец Сериков Иван Денисович награждён орденом Славы 2-й степени.
Гвардии сержант Иван Сериков в том же боевом составе, находясь 17 января 1945 года в дозоре, ворвался с другими бойцами на бронетранспортёре в населённый пункт Ольшовец и из крупнокалиберного пулемёта поджёг три автомашины с военным грузом. Преследуя отступающего врага, разведчики уничтожили свыше пятнадцати солдат и офицеров. На полевом аэродроме противника, где стояли два самолёта, готовые к взлёту, бойцы вывели из строя их экипажи и расчёт зенитного орудия. Захватив аэродром, удерживали его до подхода стрелковых подразделений.
Указом Президиума Верховного Совета СССР от 24 марта 1945 года «за образцовое выполнение заданий командования в боях с немецко-фашистскими захватчиками» гвардии сержант Сериков Иван Денисович награждён орденом Славы 1-й степени, став полным кавалером ордена Славы.
6 мая 1945 года гвардии сержант И. Д. Сериков погиб в боях за Берлин, не дожив три дня до Победы.
Награждён орденом Красной Звезды, орденами Славы 3-х степеней.